# One Love (The Prodigy)
One Love è un singolo del gruppo musicale britannico The Prodigy, pubblicato nell'ottobre 1993 come primo estratto dal secondo album in studio Music for the Jilted Generation.

## Descrizione
Il brano è caratterizzato da un campionamento vocale di Arabic Chant (Allah) di Zero-G.

## Tracce
Testi e musiche di Liam Howlett.
CD singolo
1. "One Love" (Edit) (3:53)
2. "Rhythm of Life" (Original Mix) (5:05)
3. "Full Throttle" (Original Mix) (5:28)
4. "One Love" (Jonny L Remix) (5:10)

12"
1. "One Love" (Original Mix) (5:50)
2. "Rhythm of Life" (Original Mix) (5:05)
3. "Full Throttle" (Original Mix) (5:28)
4. "One Love" (Jonny L Remix) (5:10)